# Goblins
Goblins — Life Through Their Eyes (рус. «Гоблины: жизнь их глазами») — веб-комикс Эллипсис Ханы Стефенс (до объявления о своей трансгендерности в 2019 г. известной как Тэрол Хант англ. Ellipsis Hana  Stephens, Tarol "Thunt" Hunt) при участии Даниэль Стефенс (англ. Danielle  Stephens, за время работы над комиксом они поженились), выходящий с 2005 года. Комикс с юмористическим фэнтезийным сеттингом, в основном похожим на Dungeons & Dragons, повествует о партии искателей приключений — гоблинов, которые были монстрами, но объявили себя игровыми персонажами. Слоган комикса — «жизнь их глазами» — отражает преобладающую тему комикса: рассказ героической истории о существах, которые обычно, рассматриваются как злобные и слабые. Автор предупреждает о наличии сцен крайней жестокости.
Обладатель канадской премии « Prix Aurora » в номинации «Лучший графический роман» в 2011 и 2012 годах.

## История
Комикс стартовал 26 июня 2005 года; в настоящее время обновляется примерно раз в две недели. Начался как черно-белый, с 30-го выпуска перешёл в цвет. В комиксе часто присутствует юмор, связанный с игровым процессом Dungeons & Dragons, типа молитвы клерика к всемогущему, но ботанистому данжмастеру, или спора персонажей о том, подпадали ли они под условия случайной встречи. По ходу комикса тон стал мрачнее и юмористические аспекты становятся менее важными, чем в начале, хотя по-прежнему присутствуют.
С 2006 по 2010 годы Goblins выходили на сайте Keenspot, потом ушли сначала на Blindferret, потом на собственный домен. В сентябре 2006 года комикс взял на фестивале Dragon Con номинацию «Самый необычный новый веб-рисовальщик». Первый переплетённый том комикса печатается в Северной Америке и в Европе, и содержит предисловие гейм-дизайнера D&D Монте Кука. Второй том вышел в 2009 году.
На рубеже 2016/2017 гг. комикс переехал на сайт goblinscomic.org, а к его раскраске был привлечён Шайенн Райт (колоризует также Girl Genius), что, как надеялся автор, должно было помочь обновлять его каждый понедельник или чаще. Выпуск комикса, однако, был на несколько месяцев прерван из-за болезни автора.

## Русская версия
Русская версия публиковалась на сайте Авторский комикс с 19 сентября 2009 года по 27 февраля 2022 года. Переводчики Duke, Dusker (первые 653 страницы). После 27 февраля 2022 года русскоязычных выпусков на сайте Авторский комикс больше не выходило по не указанным причинам, но есть основания полагать, что причиной могли стать политические события между Россией и Украиной, начавшиеся в феврале 2022 года. В пользу этой версии говорит тот факт, что последний переводчик комикса на сайте Авторский комикс в сведениях "о себе" указал: "Ранее — администратор портала. Программист. Переводчик комиксов. Київ, Україна".
В настоящее время посмотреть русскоязычные страницы комикса можно в группе комикса ВКонтакте.